# Spiel ohne Grenzen 1977
Bei der 13. Ausgabe von Spiel ohne Grenzen waren die gleichen Länder wie in den Vorjahren vertreten. Für die Niederlande ist es vorerst die letzte Runde. In der zweiten Staffel werden sie 1997 und 1998 für zwei Runden wieder dabei sein. 1977 ist auch die letzte Saison mit der blauen Anzeigetafel, die die Länder in einer festen alphabetischen Reihenfolge aufgelistet hat. Ab 1978 werden die Länder in der Reihenfolge der Punkte aufgelistet sein.

## 1. RundeMarina di Carrara, Italien
| Platz | Land | Stadt             | Punkte | Bemerkung |
| ----- | ---- | ----------------- | ------ | --- |
| 1     | I    | Marina di Carrara | 50     | Die erste Runde wurde am 1. Juni 1977 in Marina di Carrara gespielt zum Thema "Griechische Mythologie". Die starke Heimmannschaft hatte nach der Auswertung des Zwischenspieles (Fil Rouge) den Sieg schon auf sicher. Am Schluss hatten sie 12 Punkte Vorsprung auf Schliersee, das sich mit diesem Zweiten Platz auch für das Finale qualifizieren konnte. Die Franzosen starteten mit 3 letzten Plätzen in dieses Turnier. Es folgten im weiteren Spielverlauf weitere zwei, darunter auch das Jokerspiel. Mit nur 19 Punkten wurden sie auch am Ende nur Gesamtletzter. |
| 2     | D    | Schliersee        | 38     | Die erste Runde wurde am 1. Juni 1977 in Marina di Carrara gespielt zum Thema "Griechische Mythologie". Die starke Heimmannschaft hatte nach der Auswertung des Zwischenspieles (Fil Rouge) den Sieg schon auf sicher. Am Schluss hatten sie 12 Punkte Vorsprung auf Schliersee, das sich mit diesem Zweiten Platz auch für das Finale qualifizieren konnte. Die Franzosen starteten mit 3 letzten Plätzen in dieses Turnier. Es folgten im weiteren Spielverlauf weitere zwei, darunter auch das Jokerspiel. Mit nur 19 Punkten wurden sie auch am Ende nur Gesamtletzter. |
| 3     | NL   | Dalfsen           | 31     | Die erste Runde wurde am 1. Juni 1977 in Marina di Carrara gespielt zum Thema "Griechische Mythologie". Die starke Heimmannschaft hatte nach der Auswertung des Zwischenspieles (Fil Rouge) den Sieg schon auf sicher. Am Schluss hatten sie 12 Punkte Vorsprung auf Schliersee, das sich mit diesem Zweiten Platz auch für das Finale qualifizieren konnte. Die Franzosen starteten mit 3 letzten Plätzen in dieses Turnier. Es folgten im weiteren Spielverlauf weitere zwei, darunter auch das Jokerspiel. Mit nur 19 Punkten wurden sie auch am Ende nur Gesamtletzter. |
| 4     | CH   | Freienbach        | 30     | Die erste Runde wurde am 1. Juni 1977 in Marina di Carrara gespielt zum Thema "Griechische Mythologie". Die starke Heimmannschaft hatte nach der Auswertung des Zwischenspieles (Fil Rouge) den Sieg schon auf sicher. Am Schluss hatten sie 12 Punkte Vorsprung auf Schliersee, das sich mit diesem Zweiten Platz auch für das Finale qualifizieren konnte. Die Franzosen starteten mit 3 letzten Plätzen in dieses Turnier. Es folgten im weiteren Spielverlauf weitere zwei, darunter auch das Jokerspiel. Mit nur 19 Punkten wurden sie auch am Ende nur Gesamtletzter. |
|       | B    | Alken             | 30     | Die erste Runde wurde am 1. Juni 1977 in Marina di Carrara gespielt zum Thema "Griechische Mythologie". Die starke Heimmannschaft hatte nach der Auswertung des Zwischenspieles (Fil Rouge) den Sieg schon auf sicher. Am Schluss hatten sie 12 Punkte Vorsprung auf Schliersee, das sich mit diesem Zweiten Platz auch für das Finale qualifizieren konnte. Die Franzosen starteten mit 3 letzten Plätzen in dieses Turnier. Es folgten im weiteren Spielverlauf weitere zwei, darunter auch das Jokerspiel. Mit nur 19 Punkten wurden sie auch am Ende nur Gesamtletzter. |
| 6     | GB   | Beverley          | 29     | Die erste Runde wurde am 1. Juni 1977 in Marina di Carrara gespielt zum Thema "Griechische Mythologie". Die starke Heimmannschaft hatte nach der Auswertung des Zwischenspieles (Fil Rouge) den Sieg schon auf sicher. Am Schluss hatten sie 12 Punkte Vorsprung auf Schliersee, das sich mit diesem Zweiten Platz auch für das Finale qualifizieren konnte. Die Franzosen starteten mit 3 letzten Plätzen in dieses Turnier. Es folgten im weiteren Spielverlauf weitere zwei, darunter auch das Jokerspiel. Mit nur 19 Punkten wurden sie auch am Ende nur Gesamtletzter. |
| 7     | F    | Ambarès           | 19     | Die erste Runde wurde am 1. Juni 1977 in Marina di Carrara gespielt zum Thema "Griechische Mythologie". Die starke Heimmannschaft hatte nach der Auswertung des Zwischenspieles (Fil Rouge) den Sieg schon auf sicher. Am Schluss hatten sie 12 Punkte Vorsprung auf Schliersee, das sich mit diesem Zweiten Platz auch für das Finale qualifizieren konnte. Die Franzosen starteten mit 3 letzten Plätzen in dieses Turnier. Es folgten im weiteren Spielverlauf weitere zwei, darunter auch das Jokerspiel. Mit nur 19 Punkten wurden sie auch am Ende nur Gesamtletzter. |

## 2. RundeÉvry, Frankreich
| Platz | Land | Stadt     | Punkte | Bemerkung |
| ----- | ---- | --------- | ------ | --- |
| 1     | CH   | Olivone   | 40     | Die zweite Runde wurde am 15. Juni 1977 in Évry ausgetragen. Als Thema wurden "Science Fiction und Horror Filme" präsentiert. Dahn konnte sich am 30. April 1977 zuhause gegen Ladenburg mit 14:8 gewinnen. Sie lagen vom ersten Spiel an in Führung. Beim internationalen Vergleich wurden sie Vierter. Mit einer starken Leistung in den letzten Runden konnte die Schweizer Mannschaft aus Olivone noch das englische Team aus Oldham und das italienische aus Solofra auf Distanz halten. Alle drei lagen nach der 7. Runde, mit 30 Punkten, gleichauf. Bitter für die Italiener, sie rutschten noch auf den Vorletzten Platz ab. |
| 2     | GB   | Oldham    | 37     | Die zweite Runde wurde am 15. Juni 1977 in Évry ausgetragen. Als Thema wurden "Science Fiction und Horror Filme" präsentiert. Dahn konnte sich am 30. April 1977 zuhause gegen Ladenburg mit 14:8 gewinnen. Sie lagen vom ersten Spiel an in Führung. Beim internationalen Vergleich wurden sie Vierter. Mit einer starken Leistung in den letzten Runden konnte die Schweizer Mannschaft aus Olivone noch das englische Team aus Oldham und das italienische aus Solofra auf Distanz halten. Alle drei lagen nach der 7. Runde, mit 30 Punkten, gleichauf. Bitter für die Italiener, sie rutschten noch auf den Vorletzten Platz ab. |
| 3     | B    | Frameries | 35     | Die zweite Runde wurde am 15. Juni 1977 in Évry ausgetragen. Als Thema wurden "Science Fiction und Horror Filme" präsentiert. Dahn konnte sich am 30. April 1977 zuhause gegen Ladenburg mit 14:8 gewinnen. Sie lagen vom ersten Spiel an in Führung. Beim internationalen Vergleich wurden sie Vierter. Mit einer starken Leistung in den letzten Runden konnte die Schweizer Mannschaft aus Olivone noch das englische Team aus Oldham und das italienische aus Solofra auf Distanz halten. Alle drei lagen nach der 7. Runde, mit 30 Punkten, gleichauf. Bitter für die Italiener, sie rutschten noch auf den Vorletzten Platz ab. |
| 4     | D    | Dahn      | 34     | Die zweite Runde wurde am 15. Juni 1977 in Évry ausgetragen. Als Thema wurden "Science Fiction und Horror Filme" präsentiert. Dahn konnte sich am 30. April 1977 zuhause gegen Ladenburg mit 14:8 gewinnen. Sie lagen vom ersten Spiel an in Führung. Beim internationalen Vergleich wurden sie Vierter. Mit einer starken Leistung in den letzten Runden konnte die Schweizer Mannschaft aus Olivone noch das englische Team aus Oldham und das italienische aus Solofra auf Distanz halten. Alle drei lagen nach der 7. Runde, mit 30 Punkten, gleichauf. Bitter für die Italiener, sie rutschten noch auf den Vorletzten Platz ab. |
| 5     | F    | Évry      | 33     | Die zweite Runde wurde am 15. Juni 1977 in Évry ausgetragen. Als Thema wurden "Science Fiction und Horror Filme" präsentiert. Dahn konnte sich am 30. April 1977 zuhause gegen Ladenburg mit 14:8 gewinnen. Sie lagen vom ersten Spiel an in Führung. Beim internationalen Vergleich wurden sie Vierter. Mit einer starken Leistung in den letzten Runden konnte die Schweizer Mannschaft aus Olivone noch das englische Team aus Oldham und das italienische aus Solofra auf Distanz halten. Alle drei lagen nach der 7. Runde, mit 30 Punkten, gleichauf. Bitter für die Italiener, sie rutschten noch auf den Vorletzten Platz ab. |
| 6     | I    | Solofra   | 32     | Die zweite Runde wurde am 15. Juni 1977 in Évry ausgetragen. Als Thema wurden "Science Fiction und Horror Filme" präsentiert. Dahn konnte sich am 30. April 1977 zuhause gegen Ladenburg mit 14:8 gewinnen. Sie lagen vom ersten Spiel an in Führung. Beim internationalen Vergleich wurden sie Vierter. Mit einer starken Leistung in den letzten Runden konnte die Schweizer Mannschaft aus Olivone noch das englische Team aus Oldham und das italienische aus Solofra auf Distanz halten. Alle drei lagen nach der 7. Runde, mit 30 Punkten, gleichauf. Bitter für die Italiener, sie rutschten noch auf den Vorletzten Platz ab. |
| 7     | NL   | Buren     | 27     | Die zweite Runde wurde am 15. Juni 1977 in Évry ausgetragen. Als Thema wurden "Science Fiction und Horror Filme" präsentiert. Dahn konnte sich am 30. April 1977 zuhause gegen Ladenburg mit 14:8 gewinnen. Sie lagen vom ersten Spiel an in Führung. Beim internationalen Vergleich wurden sie Vierter. Mit einer starken Leistung in den letzten Runden konnte die Schweizer Mannschaft aus Olivone noch das englische Team aus Oldham und das italienische aus Solofra auf Distanz halten. Alle drei lagen nach der 7. Runde, mit 30 Punkten, gleichauf. Bitter für die Italiener, sie rutschten noch auf den Vorletzten Platz ab. |

## 3. RundeCarouge, Schweiz
| Platz | Land | Stadt            | Punkte | Bemerkung |
| ----- | ---- | ---------------- | ------ | --- |
| 1     | NL   | Nieuwegein       | 47     | Die Dritte Runde fand am 29. Juni 1977 fanden Carouge in der Schweiz, zum Thema "Werbe- und Eheaufgaben", statt. Die holländische Mannschaft spielte eine ganz starke Runde. Mit 4 Siegen hintereinander waren die Weichen sehr früh auf den Sieg gestellt. Für die Schweizer und Britten war diese Spielrunde sehr enttäuschend. Zusammen waren sie für acht letzte Plätze verantwortlich. Die deutsche Mannschaft aus Schwäbisch Gmünd erreichte den 3. Platz. Sie hatten sich am 23. April 1977 in der deutschen Ausscheidung gegen Tettnang klar mit 15:7 durchgesetzt. |
| 2     | I    | Moena            | 38     | Die Dritte Runde fand am 29. Juni 1977 fanden Carouge in der Schweiz, zum Thema "Werbe- und Eheaufgaben", statt. Die holländische Mannschaft spielte eine ganz starke Runde. Mit 4 Siegen hintereinander waren die Weichen sehr früh auf den Sieg gestellt. Für die Schweizer und Britten war diese Spielrunde sehr enttäuschend. Zusammen waren sie für acht letzte Plätze verantwortlich. Die deutsche Mannschaft aus Schwäbisch Gmünd erreichte den 3. Platz. Sie hatten sich am 23. April 1977 in der deutschen Ausscheidung gegen Tettnang klar mit 15:7 durchgesetzt. |
| 3     | D    | Schwäbisch Gmünd | 36     | Die Dritte Runde fand am 29. Juni 1977 fanden Carouge in der Schweiz, zum Thema "Werbe- und Eheaufgaben", statt. Die holländische Mannschaft spielte eine ganz starke Runde. Mit 4 Siegen hintereinander waren die Weichen sehr früh auf den Sieg gestellt. Für die Schweizer und Britten war diese Spielrunde sehr enttäuschend. Zusammen waren sie für acht letzte Plätze verantwortlich. Die deutsche Mannschaft aus Schwäbisch Gmünd erreichte den 3. Platz. Sie hatten sich am 23. April 1977 in der deutschen Ausscheidung gegen Tettnang klar mit 15:7 durchgesetzt. |
| 4     | B    | Zwevegem         | 32     | Die Dritte Runde fand am 29. Juni 1977 fanden Carouge in der Schweiz, zum Thema "Werbe- und Eheaufgaben", statt. Die holländische Mannschaft spielte eine ganz starke Runde. Mit 4 Siegen hintereinander waren die Weichen sehr früh auf den Sieg gestellt. Für die Schweizer und Britten war diese Spielrunde sehr enttäuschend. Zusammen waren sie für acht letzte Plätze verantwortlich. Die deutsche Mannschaft aus Schwäbisch Gmünd erreichte den 3. Platz. Sie hatten sich am 23. April 1977 in der deutschen Ausscheidung gegen Tettnang klar mit 15:7 durchgesetzt. |
|       | F    | Blanzac          | 32     | Die Dritte Runde fand am 29. Juni 1977 fanden Carouge in der Schweiz, zum Thema "Werbe- und Eheaufgaben", statt. Die holländische Mannschaft spielte eine ganz starke Runde. Mit 4 Siegen hintereinander waren die Weichen sehr früh auf den Sieg gestellt. Für die Schweizer und Britten war diese Spielrunde sehr enttäuschend. Zusammen waren sie für acht letzte Plätze verantwortlich. Die deutsche Mannschaft aus Schwäbisch Gmünd erreichte den 3. Platz. Sie hatten sich am 23. April 1977 in der deutschen Ausscheidung gegen Tettnang klar mit 15:7 durchgesetzt. |
| 6     | CH   | Carouge          | 20     | Die Dritte Runde fand am 29. Juni 1977 fanden Carouge in der Schweiz, zum Thema "Werbe- und Eheaufgaben", statt. Die holländische Mannschaft spielte eine ganz starke Runde. Mit 4 Siegen hintereinander waren die Weichen sehr früh auf den Sieg gestellt. Für die Schweizer und Britten war diese Spielrunde sehr enttäuschend. Zusammen waren sie für acht letzte Plätze verantwortlich. Die deutsche Mannschaft aus Schwäbisch Gmünd erreichte den 3. Platz. Sie hatten sich am 23. April 1977 in der deutschen Ausscheidung gegen Tettnang klar mit 15:7 durchgesetzt. |
| 7     | GB   | Macclesfield     | 19     | Die Dritte Runde fand am 29. Juni 1977 fanden Carouge in der Schweiz, zum Thema "Werbe- und Eheaufgaben", statt. Die holländische Mannschaft spielte eine ganz starke Runde. Mit 4 Siegen hintereinander waren die Weichen sehr früh auf den Sieg gestellt. Für die Schweizer und Britten war diese Spielrunde sehr enttäuschend. Zusammen waren sie für acht letzte Plätze verantwortlich. Die deutsche Mannschaft aus Schwäbisch Gmünd erreichte den 3. Platz. Sie hatten sich am 23. April 1977 in der deutschen Ausscheidung gegen Tettnang klar mit 15:7 durchgesetzt. |

## 4. RundeLudwigsburg, Deutschland
| Platz | Land | Stadt          | Punkte | Bemerkung |
| ----- | ---- | -------------- | ------ | --- |
| 1     | NL   | Gilze en Rijen | 40     | Am 13. Juli 1977 fand die Spielrunde auf dem Marktplatz in Ludwigsburg statt. Als Thema wurde die "Charakteren von Walt Disney" gewählt. Ludwigsburg konnte sich mit einem ganz klaren Sieg gegen Bernkastel-Kues von 17:3 für diese Runde qualifizieren und Heimrecht genießen. Aber der Fehlstart mit zwei letzten Plätzen in den ersten beiden Spielen konnten sie zu keiner Zeit mehr aufholen und wurden am Schluss Fünfter. Die Schweizer Mannschaft aus Zurzach lag dafür meist in Führung, musste aber im letzten Spiel die Holländer und Franzosen vorbeiziehen lassen, die gemeinsam den Sieg feiern konnten. |
|       | F    | Fontainebleau  | 40     | Am 13. Juli 1977 fand die Spielrunde auf dem Marktplatz in Ludwigsburg statt. Als Thema wurde die "Charakteren von Walt Disney" gewählt. Ludwigsburg konnte sich mit einem ganz klaren Sieg gegen Bernkastel-Kues von 17:3 für diese Runde qualifizieren und Heimrecht genießen. Aber der Fehlstart mit zwei letzten Plätzen in den ersten beiden Spielen konnten sie zu keiner Zeit mehr aufholen und wurden am Schluss Fünfter. Die Schweizer Mannschaft aus Zurzach lag dafür meist in Führung, musste aber im letzten Spiel die Holländer und Franzosen vorbeiziehen lassen, die gemeinsam den Sieg feiern konnten. |
| 3     | CH   | Zurzach        | 38     | Am 13. Juli 1977 fand die Spielrunde auf dem Marktplatz in Ludwigsburg statt. Als Thema wurde die "Charakteren von Walt Disney" gewählt. Ludwigsburg konnte sich mit einem ganz klaren Sieg gegen Bernkastel-Kues von 17:3 für diese Runde qualifizieren und Heimrecht genießen. Aber der Fehlstart mit zwei letzten Plätzen in den ersten beiden Spielen konnten sie zu keiner Zeit mehr aufholen und wurden am Schluss Fünfter. Die Schweizer Mannschaft aus Zurzach lag dafür meist in Führung, musste aber im letzten Spiel die Holländer und Franzosen vorbeiziehen lassen, die gemeinsam den Sieg feiern konnten. |
| 4     | B    | Spa            | 34     | Am 13. Juli 1977 fand die Spielrunde auf dem Marktplatz in Ludwigsburg statt. Als Thema wurde die "Charakteren von Walt Disney" gewählt. Ludwigsburg konnte sich mit einem ganz klaren Sieg gegen Bernkastel-Kues von 17:3 für diese Runde qualifizieren und Heimrecht genießen. Aber der Fehlstart mit zwei letzten Plätzen in den ersten beiden Spielen konnten sie zu keiner Zeit mehr aufholen und wurden am Schluss Fünfter. Die Schweizer Mannschaft aus Zurzach lag dafür meist in Führung, musste aber im letzten Spiel die Holländer und Franzosen vorbeiziehen lassen, die gemeinsam den Sieg feiern konnten. |
| 5     | GB   | Cwmbran        | 32     | Am 13. Juli 1977 fand die Spielrunde auf dem Marktplatz in Ludwigsburg statt. Als Thema wurde die "Charakteren von Walt Disney" gewählt. Ludwigsburg konnte sich mit einem ganz klaren Sieg gegen Bernkastel-Kues von 17:3 für diese Runde qualifizieren und Heimrecht genießen. Aber der Fehlstart mit zwei letzten Plätzen in den ersten beiden Spielen konnten sie zu keiner Zeit mehr aufholen und wurden am Schluss Fünfter. Die Schweizer Mannschaft aus Zurzach lag dafür meist in Führung, musste aber im letzten Spiel die Holländer und Franzosen vorbeiziehen lassen, die gemeinsam den Sieg feiern konnten. |
|       | D    | Ludwigsburg    | 32     | Am 13. Juli 1977 fand die Spielrunde auf dem Marktplatz in Ludwigsburg statt. Als Thema wurde die "Charakteren von Walt Disney" gewählt. Ludwigsburg konnte sich mit einem ganz klaren Sieg gegen Bernkastel-Kues von 17:3 für diese Runde qualifizieren und Heimrecht genießen. Aber der Fehlstart mit zwei letzten Plätzen in den ersten beiden Spielen konnten sie zu keiner Zeit mehr aufholen und wurden am Schluss Fünfter. Die Schweizer Mannschaft aus Zurzach lag dafür meist in Führung, musste aber im letzten Spiel die Holländer und Franzosen vorbeiziehen lassen, die gemeinsam den Sieg feiern konnten. |
| 7     | I    | Lagonegro      | 23     | Am 13. Juli 1977 fand die Spielrunde auf dem Marktplatz in Ludwigsburg statt. Als Thema wurde die "Charakteren von Walt Disney" gewählt. Ludwigsburg konnte sich mit einem ganz klaren Sieg gegen Bernkastel-Kues von 17:3 für diese Runde qualifizieren und Heimrecht genießen. Aber der Fehlstart mit zwei letzten Plätzen in den ersten beiden Spielen konnten sie zu keiner Zeit mehr aufholen und wurden am Schluss Fünfter. Die Schweizer Mannschaft aus Zurzach lag dafür meist in Führung, musste aber im letzten Spiel die Holländer und Franzosen vorbeiziehen lassen, die gemeinsam den Sieg feiern konnten. |

## 5. RundeWindsor, Großbritannien
| Platz | Land | Stadt                  | Punkte | Bemerkung |
| ----- | ---- | ---------------------- | ------ | --- |
| 1     | B    | Uccle                  | 43     | Am 26. Juli 1977 war Windsor der Gastgeber. Das Thema war "Tour durch Merrie England" Die Franzosen aus Toulon feierten 4 Siege hintereinander, darunter auch das Jokerspiel und waren sich Siegessicher. Aber im Fil Rouge holten sie nur einen Punkt und im letzten Spiel nur drei. Die Holländer konnten dann ihre gute Ausgangslage nicht nutzen und so konnte Uccle aus Belgien noch an beiden Mannschaften vorbeiziehen und gewinnen. Für die deutschen blieb nur der zweitletzte Platz. Bebra hatte sich am 14. Mai 1977 mit einem 13:11-Sieg gegen Limburg qualifizieren. Abgeschlagen, mit 5 letzten Plätzen, landeten die Italiener. |
| 2     | NL   | Landsmeer              | 40     | Am 26. Juli 1977 war Windsor der Gastgeber. Das Thema war "Tour durch Merrie England" Die Franzosen aus Toulon feierten 4 Siege hintereinander, darunter auch das Jokerspiel und waren sich Siegessicher. Aber im Fil Rouge holten sie nur einen Punkt und im letzten Spiel nur drei. Die Holländer konnten dann ihre gute Ausgangslage nicht nutzen und so konnte Uccle aus Belgien noch an beiden Mannschaften vorbeiziehen und gewinnen. Für die deutschen blieb nur der zweitletzte Platz. Bebra hatte sich am 14. Mai 1977 mit einem 13:11-Sieg gegen Limburg qualifizieren. Abgeschlagen, mit 5 letzten Plätzen, landeten die Italiener. |
|       | F    | Toulon                 | 40     | Am 26. Juli 1977 war Windsor der Gastgeber. Das Thema war "Tour durch Merrie England" Die Franzosen aus Toulon feierten 4 Siege hintereinander, darunter auch das Jokerspiel und waren sich Siegessicher. Aber im Fil Rouge holten sie nur einen Punkt und im letzten Spiel nur drei. Die Holländer konnten dann ihre gute Ausgangslage nicht nutzen und so konnte Uccle aus Belgien noch an beiden Mannschaften vorbeiziehen und gewinnen. Für die deutschen blieb nur der zweitletzte Platz. Bebra hatte sich am 14. Mai 1977 mit einem 13:11-Sieg gegen Limburg qualifizieren. Abgeschlagen, mit 5 letzten Plätzen, landeten die Italiener. |
| 4     | GB   | Windsor and Maidenhead | 38     | Am 26. Juli 1977 war Windsor der Gastgeber. Das Thema war "Tour durch Merrie England" Die Franzosen aus Toulon feierten 4 Siege hintereinander, darunter auch das Jokerspiel und waren sich Siegessicher. Aber im Fil Rouge holten sie nur einen Punkt und im letzten Spiel nur drei. Die Holländer konnten dann ihre gute Ausgangslage nicht nutzen und so konnte Uccle aus Belgien noch an beiden Mannschaften vorbeiziehen und gewinnen. Für die deutschen blieb nur der zweitletzte Platz. Bebra hatte sich am 14. Mai 1977 mit einem 13:11-Sieg gegen Limburg qualifizieren. Abgeschlagen, mit 5 letzten Plätzen, landeten die Italiener. |
| 5     | CH   | Tesserete              | 31     | Am 26. Juli 1977 war Windsor der Gastgeber. Das Thema war "Tour durch Merrie England" Die Franzosen aus Toulon feierten 4 Siege hintereinander, darunter auch das Jokerspiel und waren sich Siegessicher. Aber im Fil Rouge holten sie nur einen Punkt und im letzten Spiel nur drei. Die Holländer konnten dann ihre gute Ausgangslage nicht nutzen und so konnte Uccle aus Belgien noch an beiden Mannschaften vorbeiziehen und gewinnen. Für die deutschen blieb nur der zweitletzte Platz. Bebra hatte sich am 14. Mai 1977 mit einem 13:11-Sieg gegen Limburg qualifizieren. Abgeschlagen, mit 5 letzten Plätzen, landeten die Italiener. |
| 6     | D    | Bebra                  | 30     | Am 26. Juli 1977 war Windsor der Gastgeber. Das Thema war "Tour durch Merrie England" Die Franzosen aus Toulon feierten 4 Siege hintereinander, darunter auch das Jokerspiel und waren sich Siegessicher. Aber im Fil Rouge holten sie nur einen Punkt und im letzten Spiel nur drei. Die Holländer konnten dann ihre gute Ausgangslage nicht nutzen und so konnte Uccle aus Belgien noch an beiden Mannschaften vorbeiziehen und gewinnen. Für die deutschen blieb nur der zweitletzte Platz. Bebra hatte sich am 14. Mai 1977 mit einem 13:11-Sieg gegen Limburg qualifizieren. Abgeschlagen, mit 5 letzten Plätzen, landeten die Italiener. |
| 7     | I    | Gubbio                 | 14     | Am 26. Juli 1977 war Windsor der Gastgeber. Das Thema war "Tour durch Merrie England" Die Franzosen aus Toulon feierten 4 Siege hintereinander, darunter auch das Jokerspiel und waren sich Siegessicher. Aber im Fil Rouge holten sie nur einen Punkt und im letzten Spiel nur drei. Die Holländer konnten dann ihre gute Ausgangslage nicht nutzen und so konnte Uccle aus Belgien noch an beiden Mannschaften vorbeiziehen und gewinnen. Für die deutschen blieb nur der zweitletzte Platz. Bebra hatte sich am 14. Mai 1977 mit einem 13:11-Sieg gegen Limburg qualifizieren. Abgeschlagen, mit 5 letzten Plätzen, landeten die Italiener. |

## 6. RundeAntwerpen, Belgien
| Platz | Land | Stadt            | Punkte | Bemerkung |
| ----- | ---- | ---------------- | ------ | --- |
| 1     | NL   | Ooststellingwerf | 41     | Am 10. August 1977 war der Grote Markt von Antwerpen der Austragungsort von Spiel ohne Grenzen. Das Thema war "Rubens der Maler". In einer engen Runde konnten die Holländer diese Spielrunde gewinnen. Das deutsche Team aus Seelze hatte mit zwei letzten Plätze in Runde 6 und 7 die Chancen auf einen Sieg verspielt. Seelze hatte sich am 21. Mai 1977 zuhause gegen Ratingen knapp mit 11:10 für diese Runde qualifizieren können. |
| 2     | B    | Antwerpen        | 38     | Am 10. August 1977 war der Grote Markt von Antwerpen der Austragungsort von Spiel ohne Grenzen. Das Thema war "Rubens der Maler". In einer engen Runde konnten die Holländer diese Spielrunde gewinnen. Das deutsche Team aus Seelze hatte mit zwei letzten Plätze in Runde 6 und 7 die Chancen auf einen Sieg verspielt. Seelze hatte sich am 21. Mai 1977 zuhause gegen Ratingen knapp mit 11:10 für diese Runde qualifizieren können. |
| 3     | D    | Seelze           | 36     | Am 10. August 1977 war der Grote Markt von Antwerpen der Austragungsort von Spiel ohne Grenzen. Das Thema war "Rubens der Maler". In einer engen Runde konnten die Holländer diese Spielrunde gewinnen. Das deutsche Team aus Seelze hatte mit zwei letzten Plätze in Runde 6 und 7 die Chancen auf einen Sieg verspielt. Seelze hatte sich am 21. Mai 1977 zuhause gegen Ratingen knapp mit 11:10 für diese Runde qualifizieren können. |
| 4     | I    | Vignola          | 35     | Am 10. August 1977 war der Grote Markt von Antwerpen der Austragungsort von Spiel ohne Grenzen. Das Thema war "Rubens der Maler". In einer engen Runde konnten die Holländer diese Spielrunde gewinnen. Das deutsche Team aus Seelze hatte mit zwei letzten Plätze in Runde 6 und 7 die Chancen auf einen Sieg verspielt. Seelze hatte sich am 21. Mai 1977 zuhause gegen Ratingen knapp mit 11:10 für diese Runde qualifizieren können. |
| 5     | GB   | Southend-on-Sea  | 27     | Am 10. August 1977 war der Grote Markt von Antwerpen der Austragungsort von Spiel ohne Grenzen. Das Thema war "Rubens der Maler". In einer engen Runde konnten die Holländer diese Spielrunde gewinnen. Das deutsche Team aus Seelze hatte mit zwei letzten Plätze in Runde 6 und 7 die Chancen auf einen Sieg verspielt. Seelze hatte sich am 21. Mai 1977 zuhause gegen Ratingen knapp mit 11:10 für diese Runde qualifizieren können. |
| 6     | F    | Quimper          | 26     | Am 10. August 1977 war der Grote Markt von Antwerpen der Austragungsort von Spiel ohne Grenzen. Das Thema war "Rubens der Maler". In einer engen Runde konnten die Holländer diese Spielrunde gewinnen. Das deutsche Team aus Seelze hatte mit zwei letzten Plätze in Runde 6 und 7 die Chancen auf einen Sieg verspielt. Seelze hatte sich am 21. Mai 1977 zuhause gegen Ratingen knapp mit 11:10 für diese Runde qualifizieren können. |
| 7     | CH   | Sion             | 20     | Am 10. August 1977 war der Grote Markt von Antwerpen der Austragungsort von Spiel ohne Grenzen. Das Thema war "Rubens der Maler". In einer engen Runde konnten die Holländer diese Spielrunde gewinnen. Das deutsche Team aus Seelze hatte mit zwei letzten Plätze in Runde 6 und 7 die Chancen auf einen Sieg verspielt. Seelze hatte sich am 21. Mai 1977 zuhause gegen Ratingen knapp mit 11:10 für diese Runde qualifizieren können. |

## 7. RundeDoetinchem, Niederlande
| Platz | Land | Stadt            | Punkte | Bemerkung |
| ----- | ---- | ---------------- | ------ | --- |
| 1     | F    | Bourgoin-Jallieu | 43     | Am 24. August 1977 war die siebte und letzte Austragung vor dem Finale im niederländische Doetinchem zu Gast. Das Thema war diesmal die "niederländische Landwirtschaft". Die starke Heimmannschaft wurde im Fil Rouge und dem letzten Spiel noch vom französischen Team überholt. Die Schweizer haben durch zwei letzten Plätzen in Runde 4 und 5 ihren Chancen auf einen Sieg verspielt. Als beste Verlierermannschaft in der deutschen Qualifikation hatte Limburg noch diese Spiele erreicht. Aber mit drei Letzten und zwei Zweitletzten Plätzen waren die Deutschen ohne Chance. |
| 2     | NL   | Doetinchem       | 40     | Am 24. August 1977 war die siebte und letzte Austragung vor dem Finale im niederländische Doetinchem zu Gast. Das Thema war diesmal die "niederländische Landwirtschaft". Die starke Heimmannschaft wurde im Fil Rouge und dem letzten Spiel noch vom französischen Team überholt. Die Schweizer haben durch zwei letzten Plätzen in Runde 4 und 5 ihren Chancen auf einen Sieg verspielt. Als beste Verlierermannschaft in der deutschen Qualifikation hatte Limburg noch diese Spiele erreicht. Aber mit drei Letzten und zwei Zweitletzten Plätzen waren die Deutschen ohne Chance. |
| 3     | CH   | Scuol            | 39     | Am 24. August 1977 war die siebte und letzte Austragung vor dem Finale im niederländische Doetinchem zu Gast. Das Thema war diesmal die "niederländische Landwirtschaft". Die starke Heimmannschaft wurde im Fil Rouge und dem letzten Spiel noch vom französischen Team überholt. Die Schweizer haben durch zwei letzten Plätzen in Runde 4 und 5 ihren Chancen auf einen Sieg verspielt. Als beste Verlierermannschaft in der deutschen Qualifikation hatte Limburg noch diese Spiele erreicht. Aber mit drei Letzten und zwei Zweitletzten Plätzen waren die Deutschen ohne Chance. |
| 4     | GB   | Crawley          | 36     | Am 24. August 1977 war die siebte und letzte Austragung vor dem Finale im niederländische Doetinchem zu Gast. Das Thema war diesmal die "niederländische Landwirtschaft". Die starke Heimmannschaft wurde im Fil Rouge und dem letzten Spiel noch vom französischen Team überholt. Die Schweizer haben durch zwei letzten Plätzen in Runde 4 und 5 ihren Chancen auf einen Sieg verspielt. Als beste Verlierermannschaft in der deutschen Qualifikation hatte Limburg noch diese Spiele erreicht. Aber mit drei Letzten und zwei Zweitletzten Plätzen waren die Deutschen ohne Chance. |
| 5     | B    | Kelmis           | 26     | Am 24. August 1977 war die siebte und letzte Austragung vor dem Finale im niederländische Doetinchem zu Gast. Das Thema war diesmal die "niederländische Landwirtschaft". Die starke Heimmannschaft wurde im Fil Rouge und dem letzten Spiel noch vom französischen Team überholt. Die Schweizer haben durch zwei letzten Plätzen in Runde 4 und 5 ihren Chancen auf einen Sieg verspielt. Als beste Verlierermannschaft in der deutschen Qualifikation hatte Limburg noch diese Spiele erreicht. Aber mit drei Letzten und zwei Zweitletzten Plätzen waren die Deutschen ohne Chance. |
|       | D    | Limburg          | 26     | Am 24. August 1977 war die siebte und letzte Austragung vor dem Finale im niederländische Doetinchem zu Gast. Das Thema war diesmal die "niederländische Landwirtschaft". Die starke Heimmannschaft wurde im Fil Rouge und dem letzten Spiel noch vom französischen Team überholt. Die Schweizer haben durch zwei letzten Plätzen in Runde 4 und 5 ihren Chancen auf einen Sieg verspielt. Als beste Verlierermannschaft in der deutschen Qualifikation hatte Limburg noch diese Spiele erreicht. Aber mit drei Letzten und zwei Zweitletzten Plätzen waren die Deutschen ohne Chance. |
| 7     | I    | Viterbo          | 22     | Am 24. August 1977 war die siebte und letzte Austragung vor dem Finale im niederländische Doetinchem zu Gast. Das Thema war diesmal die "niederländische Landwirtschaft". Die starke Heimmannschaft wurde im Fil Rouge und dem letzten Spiel noch vom französischen Team überholt. Die Schweizer haben durch zwei letzten Plätzen in Runde 4 und 5 ihren Chancen auf einen Sieg verspielt. Als beste Verlierermannschaft in der deutschen Qualifikation hatte Limburg noch diese Spiele erreicht. Aber mit drei Letzten und zwei Zweitletzten Plätzen waren die Deutschen ohne Chance. |

## Finale
Das Finale fand in Ludwigsburg, Deutschland, statt. Folgenden Mannschaften hatten sich für das Finale qualifiziert:
| Land | Stadt             | Platzierung | Punkte |
| ---- | ----------------- | ----------- | ------ |
| I    | Marina di Carrara | 1           | 50     |
| NL   | Nieuwegein        | 1           | 47     |
| B    | Uccle             | 1           | 43     |
| F    | Bourgoin-Jallieu  | 1           | 43     |
| CH   | Olivone           | 1           | 40     |
| D    | Schliersee        | 2           | 38     |
| GB   | Oldham            | 2           | 37     |

| Platz | Land | Stadt             | Punkte | Bemerkung |
| ----- | ---- | ----------------- | ------ | --- |
| 1     | D    | Schliersee        | 47     | Am 7. September 1977 fand das Finale wieder in Ludwigsburg statt. Das Residenzschloss Ludwigsburg war der Austragungsort zum Thema "Barocke Pracht". Schon nach dem siebten Spiel und vor der Auswertung des Fil Rouge hatte die deutsche Mannschaft aus Schliersee dieses Finale gewonnen. Zu groß war ihr Vorsprung auf die Teams aus Belgien und der Schweiz. Im vierten Spiel haben fünf Mannschaften ihren Joker gesetzt. Dies war, in der ganzen Geschichte von Spiel ohne Grenzen, erst das zweite Mal der Fall. |
| 2     | B    | Uccle             | 36     | Am 7. September 1977 fand das Finale wieder in Ludwigsburg statt. Das Residenzschloss Ludwigsburg war der Austragungsort zum Thema "Barocke Pracht". Schon nach dem siebten Spiel und vor der Auswertung des Fil Rouge hatte die deutsche Mannschaft aus Schliersee dieses Finale gewonnen. Zu groß war ihr Vorsprung auf die Teams aus Belgien und der Schweiz. Im vierten Spiel haben fünf Mannschaften ihren Joker gesetzt. Dies war, in der ganzen Geschichte von Spiel ohne Grenzen, erst das zweite Mal der Fall. |
| 3     | CH   | Olivone           | 35     | Am 7. September 1977 fand das Finale wieder in Ludwigsburg statt. Das Residenzschloss Ludwigsburg war der Austragungsort zum Thema "Barocke Pracht". Schon nach dem siebten Spiel und vor der Auswertung des Fil Rouge hatte die deutsche Mannschaft aus Schliersee dieses Finale gewonnen. Zu groß war ihr Vorsprung auf die Teams aus Belgien und der Schweiz. Im vierten Spiel haben fünf Mannschaften ihren Joker gesetzt. Dies war, in der ganzen Geschichte von Spiel ohne Grenzen, erst das zweite Mal der Fall. |
| 4     | F    | Bourgoin-Jallieu  | 32     | Am 7. September 1977 fand das Finale wieder in Ludwigsburg statt. Das Residenzschloss Ludwigsburg war der Austragungsort zum Thema "Barocke Pracht". Schon nach dem siebten Spiel und vor der Auswertung des Fil Rouge hatte die deutsche Mannschaft aus Schliersee dieses Finale gewonnen. Zu groß war ihr Vorsprung auf die Teams aus Belgien und der Schweiz. Im vierten Spiel haben fünf Mannschaften ihren Joker gesetzt. Dies war, in der ganzen Geschichte von Spiel ohne Grenzen, erst das zweite Mal der Fall. |
|       | GB   | Oldham            | 32     | Am 7. September 1977 fand das Finale wieder in Ludwigsburg statt. Das Residenzschloss Ludwigsburg war der Austragungsort zum Thema "Barocke Pracht". Schon nach dem siebten Spiel und vor der Auswertung des Fil Rouge hatte die deutsche Mannschaft aus Schliersee dieses Finale gewonnen. Zu groß war ihr Vorsprung auf die Teams aus Belgien und der Schweiz. Im vierten Spiel haben fünf Mannschaften ihren Joker gesetzt. Dies war, in der ganzen Geschichte von Spiel ohne Grenzen, erst das zweite Mal der Fall. |
| 6     | NL   | Nieuwegein        | 31     | Am 7. September 1977 fand das Finale wieder in Ludwigsburg statt. Das Residenzschloss Ludwigsburg war der Austragungsort zum Thema "Barocke Pracht". Schon nach dem siebten Spiel und vor der Auswertung des Fil Rouge hatte die deutsche Mannschaft aus Schliersee dieses Finale gewonnen. Zu groß war ihr Vorsprung auf die Teams aus Belgien und der Schweiz. Im vierten Spiel haben fünf Mannschaften ihren Joker gesetzt. Dies war, in der ganzen Geschichte von Spiel ohne Grenzen, erst das zweite Mal der Fall. |
| 7     | I    | Marina di Carrara | 27     | Am 7. September 1977 fand das Finale wieder in Ludwigsburg statt. Das Residenzschloss Ludwigsburg war der Austragungsort zum Thema "Barocke Pracht". Schon nach dem siebten Spiel und vor der Auswertung des Fil Rouge hatte die deutsche Mannschaft aus Schliersee dieses Finale gewonnen. Zu groß war ihr Vorsprung auf die Teams aus Belgien und der Schweiz. Im vierten Spiel haben fünf Mannschaften ihren Joker gesetzt. Dies war, in der ganzen Geschichte von Spiel ohne Grenzen, erst das zweite Mal der Fall. |

Im gesamten Jahr 1977 hatten die Niederlande an ihrer vorerst letzten Teilnahme die meisten Siege, Punkte und Podestplätze erreicht. Deutschland hatte in keiner Vorrunde gewinnen können, dafür aber das Finale mit großem Vorsprung. Alle Teilnehmer, außer Großbritannien hatten 1977 mindestens einmal gewonnen.
| # | Land                   | Gold | Silber | Bronze | Gesamtpunktzahl |
| - | ---------------------- | ---- | ------ | ------ | --------------- |
| 1 | Niederlande            | 3    | 2      | 1      | 297             |
| 2 | Deutschland            | 1    | 1      | 2      | 279             |
| 3 | Belgien                | 1    | 2      | 1      | 274             |
| 4 | Frankreich             | 2    | 1      | 0      | 265             |
| 5 | Schweiz                | 1    | 0      | 3      | 253             |
| 6 | Vereinigtes Königreich | 0    | 1      | 0      | 250             |
| 7 | Italien                | 1    | 1      | 0      | 241             |